# Lacroix Electronics
Lacroix Electronics – przedsiębiorstwo prowadzące działalność w branży elektronicznej. Posiada obiekty we Francji, Niemczech, Tunezji i Polsce. Lacroix Electronics Solutions założona w 1990 roku jest spółką w 100% zależną od Lacroix Electronics.

## Historia
Lacroix Electronics został założony w 1971 roku we Francji. W Polsce Lacroix Electronics posiada zakład w Kwidzynie od 1999 roku. Od 2008 roku posiada zakład w Niemczech. W 2014 roku Lacroix Electronics otworzył nową halę montażową w fabryce w Kwidzynie.